# شان الیوت (بازیکن فوتبال)
شان الیوت (انگلیسی: Shaun Elliott؛ زادهٔ ۲۶ ژانویهٔ ۱۹۵۷) بازیکن فوتبال اهل بریتانیا است.
از باشگاه‌هایی که در آن بازی کرده‌است می‌توان به باشگاه فوتبال ساندرلند، باشگاه فوتبال نوریچ سیتی، باشگاه فوتبال کولچستر یونایتد، و باشگاه فوتبال بلکپول اشاره کرد.
وی همچنین در تیم ملی فوتبال انگلیس B بازی کرده‌است.